# Bristol Titan

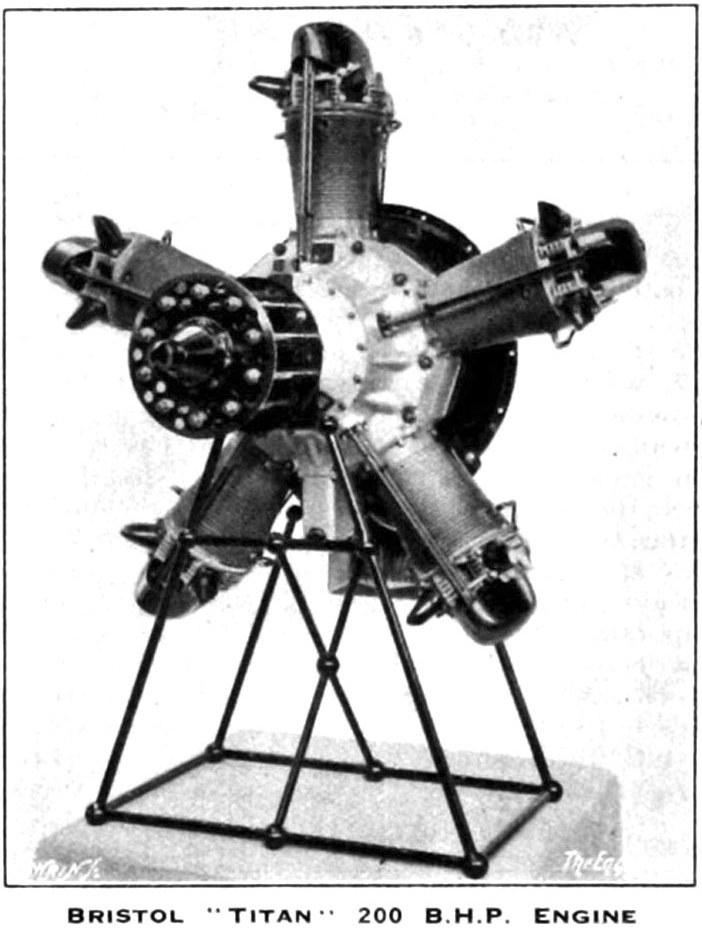
Moteur Titan.

Le Bristol Titan est un moteur d'avion en étoile à cinq cylindres, développé dans la deuxième moitié des années 1920 par l'industriel britannique Bristol Aeroplane Company. S'il n'est pas produit en grande série chez Bristol, il présente une importante historique de par la licence de fabrication vendue à Gnome et Rhône, en France. Gnome et Rhône le produit sous le nom Gnome et Rhône 5B, et il est à l'origine de la lignée des moteurs « Mistral ».

## Développement
Le Titan est issu du succès des moteurs radiaux neuf cylindres de Bristol, hérités du rachat de Cosmos Engineering : le Jupiter, et son successeur le Mercury, qui a une cylindrée quelque peu réduite mais bénéficie d'une suralimentation par compresseur centrifuge. Bristol décide de développer des moteurs plus petits mais partageant le plus de pièces possible avec le Mercury, sans posséder de suralimentation. Ainsi sont créés le Titan, plus petit des moteurs radiaux Bristol, avec cinq cylindres (pour 13,8 litres) et le Neptune à sept cylindres (un moteur radial a toujours un nombre impair de cylindres). Les chemises de cylindres, les pistons, les bielles, et d'autres éléments sont interchangeables avec le Mercury. Le Titan est un moteur modeste, d'un peu plus de 200 chevaux. Initialement à prise directe, il reçoit un réducteur dans une version ultérieure,.

## Gnome et Rhône
Si Bristol n'a pas trouvé d'utilisation en grande série pour le moteur, une licence de production est vendue à Gnome et Rhône qui le produit sous le nom 5B. Renversant la démarche à l'origine du Titan, Gnome et Rhône l'utilise comme base pour développer des versions à sept et neuf cylindres. 

## Moteurs similaires
- Armstrong Siddeley Lynx
- Kinner R-5